# Roanne-Coo
Roanne-Coo est un hameau belge de la Région wallonne situé en province de Liège dans la commune de Stoumont.
Avant la fusion des communes, ce hameau faisait partie de la commune de La Gleize.

## Situation
Ce hameau se situe sur la partie inférieure de la vallée du Roannay jusqu'à son confluent avec l'Amblève. Il est voisin des localités de La Gleize, Coo et Roanne.

## Description
Les habitations s'étirent le long de la route qui remonte la vallée du Roannay par son versant nord (ubac).
Franchissant l'Amblève, le viaduc de Roanne-Coo est un pont de la ligne de chemin de fer 42. Il a une hauteur de 23 m et une longueur de 186 m. Une gare se trouvait autrefois à la sortie du viaduc. 
On remarque à un carrefour de la route menant à Roanne et d'un chemin de terre, un curieux chêne pédonculé dont le tronc forme un creux dans lequel une potale a été installée.